# Mühlweiher (Ludwigswinkel)
Der Mühlweiher ist ein Stauteich beim Saarbacher Hammer der Ortsgemeinde Ludwigswinkel im Landkreis Südwestpfalz von Rheinland-Pfalz.

## Lage und Beschreibung
Der 4,5 ha große Weiher ist bis zu 4 m tief. Die Farbe seiner Oberfläche schwankt zwischen schwach braungelb und gelb. Er wird ostwärts vom dort Saarbach genannten Oberlauf der Sauer durchflossen. Unmittelbar westlich von ihm erstreckt sich das Naturschutzgebiet Am Saarbacher Mühlweiher.

## Geschichte
Angelegt wurde er im 18. Jahrhundert für das mit Wasserkraft betriebene Hammerwerk Saarbacher Hammer. Im Jahre 1919 wurde er trockengelegt und als Wiese und Weide genutzt. In den dreißiger Jahren wurde er erneut gestaut, er dient seitdem als Fisch- und Badegewässer.

## Tourismus
Der Hornbach-Fleckenstein-Radweg führt am Mühlweiher entlang.